# Gina Sereno
Virginia Sereno (conocida como Gina Sereno; 16 de junio de 1995) es una deportista estadounidense que compite en triatlón.
Ganó una medalla de plata en los Juegos Panamericanos de 2023 y dos medallas en el Campeonato Panamericano de Triatlón, oro en 2021 y plata en 2023.

## Palmarés internacional
| Juegos Panamericanos    | Juegos Panamericanos        | Juegos Panamericanos | Juegos Panamericanos |
| Año                     | Lugar                       | Medalla              | Prueba               |
| ----------------------- | --------------------------- | -------------------- | -------------------- |
| 2023                    | Santiago (Chile)            | Medalla de plata     | Relevo mixto         |
| Campeonato Panamericano |                             |                      |                      |
| Año                     | Lugar                       | Medalla              | Prueba               |
| 2021                    | St. George (Estados Unidos) | Medalla de oro       | Individual           |
| 2023                    | Veracruz (México)           | Medalla de plata     | Individual           |